# ソール・ライター
ソール・ライター（Saul Leiter、1923年12月3日 - 2013年11月26日）は、アメリカ合衆国の写真家・画家。1940年代と1950年代の初期作品は、のちに「“ニューヨーク派”写真」と認識されるものに重要な貢献をした:259。

## 来歴
ペンシルベニア州ピッツバーグに生まれる。父親は著名なタルムード学者で、ソールはラビを目指して学んだ。母親は彼が12歳の頃に最初のカメラを与えた。1946年、22-23歳で神学校を去り、アーティストを志してニューヨークに移った。当初は絵画に関心を持ち、抽象表現主義の画家リチャード・パウセット＝ダートと出会う幸運に恵まれた。
パウセット＝ダートとユージン・スミスはライターに写真を撮る事を勧めた。彼はすぐに数枚のスミスの写真を参考に35mmライカで白黒写真を撮り始めた。1948年には、カラー写真を撮り始める。ロバート・フランクやダイアン・アーバスなどの写真家と交流するようになり、1940年代と1950年代、ジェーン・リビングストンの呼ぶ「“ニューヨーク派”写真家たち」が形づくられる助けとなった:259。
続く20年間はファッションカメラマンとして働き、『Show』、『ELLE』、『英国版ヴォーグ』、『Queen』、『Nova』などの雑誌に掲載された。1950年代後半、アートディレクターのヘンリー・ウルフは『エスクァイア』や後に『ハーパーズ バザー』でライターのカラー作品を紹介した。
1953年、エドワード・スタイケンはニューヨーク近代美術館の「Always the Young Stranger」展にライターの白黒写真を加えた。ライターの作品はジェーン・リビングストンの本『The New York School』（1992年）や、マーティン・ハリスンの『Appearances: Fashion Photography since 1945』（1991年）で特集された。1958年、ヘンリー・ウルフがアートディレクターに就任した『ハーパーズ バザー』誌でカメラマンとして仕事を始める。80年代にかけて『ハーパーズ バザー』をはじめ多くの雑誌でファッション写真を撮影。1981年、ニューヨーク5番街にあった商業写真用の自分のスタジオを閉鎖した。
1993年、カラー写真制作のためイルフォード社から資金提供を受ける。2006年、ドイツの出版社シュタイデルより初の写真集『Early Color』出版。
2008年、パリのアンリ・カルティエ＝ブレッソン財団は、ヨーロッパで初めてのライターの展覧会を、展覧会カタログを伴って開催した。
2012年、トーマス・リーチはライターをテーマとした長編ドキュメンタリー映画『写真家ソール・ライター 急がない人生で見つけた13のこと』を製作・監督した。またライターはセカンド・ステート・プロダクションの2015年のドキュメンタリー映画『Tracing Outlines』でも取り上げられている。
『Saul Leiter Early Color』（2006年）の編者で著者のマーティン・ハリスンは「ライターの感受性は…ロバート・フランクやウィリアム・クラインといった写真家が関連づけられる、都会の不安との赤裸々な対峙の外側に自分を置いた。その代わりカメラは彼に、見て、事象を切り取り、現実を解釈する別の方法を与えた。彼はマンハッタンの大混乱の中で静かな人間らしい瞬間を捜し、最もありそうもない状況からユニークな都会の田園詩を創り出した。」と書いた。
2013年11月26日、ニューヨークで死去。

## 出版物
- 『Early Color』 序説 マーティン・ハリスン
  - ゲッティンゲン: シュタイデル、2006年 ISBN 978-3865211392
  - ゲッティンゲン: シュタイデル、2013年 ISBN 978-3869303529
- 『Saul Leiter』
  - パリ: Delpire、2007年 Photo Poche series
  - ロンドン: テームズ・アンド・ハドソン、2008年 ISBN 978-0500410974 Photofile series
- 『Early Black and White』
  - ゲッティンゲン: シュタイデル、2008年
  - ゲッティンゲン: シュタイデル、Howard Greenberg Gallery 2014年 ISBN 978-3865214133 2巻箱入り版。マックス・コズロフ著、ハワード・グリーンバーグ、ボブ・シャミス編、マーギット・アーブ協力、ジェーン・リビングストンによる解説付き。
- 『Saul Leiter』 ゲッティンゲン: シュタイデル、2008年 ISBN 9783865216625 アニエス・シールによる序文
- 『Photographs and Works on Paper』 アントワープ: Fifty One Publication、2011年 展示会カタログ ISBN 9789081772501
- 『Here's more, why not?』 アントワープ: Fifty One Publication、2013年 ISBN 978-9081772518
- 『Painted Nudes』 ロンドン: Sylph、2015年 ISBN 978-1909631069
- 『All about Saul Leiter　ソール・ライターのすべて』ソール・ライター、京都: 青幻舎、2017年 ISBN 978-4861526169
- 『永遠のソール・ライター』 ソール・ライター財団、東京: 小学館、2020年 ISBN 978-4096823255